# 2014年アジア競技大会日本選手団
2014年アジア競技大会日本選手団は、日本オリンピック委員会により編成され、大韓民国・仁川で開催した2014年アジア競技大会に参加した日本の選手団。

## メダリスト

### 金メダル
- 9月20日
  - 中村美里 柔道女子52キロ級
- 9月21日
  - 萩野公介 競泳男子200m自由形
  - 入江陵介 競泳男子100m背泳ぎ
  - 瀬戸大也 競泳男子200mバタフライ
  - 山本杏 柔道女子57キロ級
  - 秋本啓之 柔道男子73キロ級
  - 日本（斉藤優佑,山本雅賢,白井勝太郎,武田一志,長谷川智将,神本雄也） 体操男子団体総合
- 9月22日
  - 古賀淳也 競泳男子50m背泳ぎ
  - 渡部香生子 競泳女子200m平泳ぎ
  - 萩野公介 競泳男子200m個人メドレー
  - 日本（萩野公介,松田丈志,小堀勇氣,瀬戸大也） 競泳男子800mリレー
  - 吉田優也 柔道男子90キロ級
  - 王子谷剛志 柔道男子100キロ超級

### 銀メダル
- 9月20日
  - 山岸絵美 柔道女子48キロ級
  - 高上智史 柔道男子66キロ級
  - 日本（乾友紀子,三井梨紗子 シンクロナイズドスイミング女子デュエット
  - 日本（林伸伍,佐渡一毅,中村公子,奥西真弓） 馬場馬術団体
- 9月21日
  - 渡部香生子 競泳女子100m平泳ぎ
  - 平井健太 競泳男子200mバタフライ
  - 日本（内田美希,松本弥生,山口美咲,渡部香生子） 競泳女子400mリレー
  - 新井千鶴 柔道女子70キロ級
- 9月22日
  - 金藤理絵 競泳女子200m平泳ぎ
  - 藤森太将 競泳男子200m個人メドレー
  - 稲森奈見 女子78キロ超級
  - 日本（乾友紀子,三井梨紗子,計盛光,中村麻衣,箱山愛香,吉田胡桃,荒井美帆,中牧佳南,丸茂圭衣） シンクロナイズドスイミング女子団体
- 9月30日
  - 土居一斗、今村公彦 セーリング男子470級
  - 小泉維吹、松尾虎太郎 セーリング男子420級
  - 土居愛実 セーリング女子レーザーラジアル級

### 銅メダル
- 9月20日
  - 志々目徹 柔道男子60キロ級
  - 市来崎大祐 武術太極拳男子長拳
  - 日本（中川誠一郎,渡邉一成,河端朋之） 自転車男子チームスプリント
- 9月21日
  - 五十嵐千尋 競泳女子400m自由形
  - 萩野公介 競泳男子100m背泳ぎ
  - 阿部香菜 柔道女子63キロ級
  - 長島啓太 柔道男子81キロ級
  - 日本（高橋沙也加,三谷美菜津,高橋礼華,松友美佐紀,前田美順,垣岩令佳） バドミントン女子団体
  - 日本（窪木一茂,一丸尚伍,近谷涼,橋本英也） 自転車男子4000m団体追い抜き
  - 日本（佐藤雪絵,青木沙和,矢野千春） セパタクロー女子ダブル
  - 日本（寺本進,寺島武志,高野征也） セパタクロー男子ダブル
- 9月22日
  - 内田美希 競泳女子100m自由形
  - 太田雄貴 フェンシング男子フルーレ個人
  - 内田愛 女子太極拳・太極剣
  - 日本（石倉あづみ,永井美津穂,山本優理子,湯元さくら,佐藤亜希穂,本田美波） 体操女子団体総合
- 10月1日
  - 日本（坂本、岡本、和田、今井） セーリングマッチレース

## 選手

### 陸上競技
- 男子：山県亮太、飯塚翔太、原翔太、金丸祐三、加藤修也、髙瀬慧、藤光謙司、髙平慎士、川元奨、佐藤悠基、村山紘太、大迫傑、篠藤淳、増野元太、岸本鷹幸、戸辺直人、衛藤昂、山本聖途、澤野大地、山本凌雅、新井涼平、村上幸史、右代啓祐、中村明彦、鈴木雄介、高橋英輝、谷井孝行、山崎勇喜、松村康平、川内優輝
- 女子：福島千里、松本奈菜子、青山聖佳、市川華菜、藤森安奈、千葉麻美、尾西美咲、松﨑璃子、西原加純、萩原歩美、三郷実沙希、中村真悠子、木村文子、青木益未、久保倉里美、福本幸、我孫子智美、綾真澄、海老原有希、井上麗、木崎良子、早川英里

### 水泳

#### 競泳
- 男子：塩浦慎理、伊藤健太、原田蘭丸、中村克、萩野公介、松田丈志、小堀勇氣、瀬戸大也、山本耕平、竹田渉瑚、古賀淳也、入江陵介、小関也朱篤、冨田尚弥、小日向一輝、藤井拓郎、池端宏文、平井健太、藤森太将
- 女子：内田美希、松本弥生、山口美咲、渡部香生子、五十嵐千尋、宮本靖子、高野綾、地田麻未、竹村幸、酒井志穂、赤瀬紗也香、神村万里恵、鈴木聡美、金藤理絵、星奈津美、中野未夢、寺村美穂、清水咲子、高橋美帆

#### 飛び込み
- 男子：寺内健、岡本優、村上和基、坂井丞
- 女子：辰巳楓佳、板橋美波、渋沢小哉芳

#### シンクロナイズドスイミング
- 女子：乾友紀子、三井梨紗子、計盛光、中村麻衣、箱山愛香、吉田胡桃、荒井美帆、糸山真与、中牧佳南、宮崎夏実、丸茂圭衣
  - 計盛はその後2018年にボートレーサーとして他のスポーツに転向している。

#### 水球
- 男子：棚村克行、福島丈貴、筈井翔太、志水祐介、保田賢也、大川慶悟、柳瀬彰良、竹井昂司、角野友紀、逸見優太、志賀光明、荒井陸、足立聖弥
- 女子：三浦里佳子、梅田優子、中野由美、曲山紫乃、志賀美沙、小川沙希、中田萌、柿市衣里奈、森翼、高橋綾佳、固城侑美、杉山緑、橋口明希

### サッカー
- 男子：牲川歩見、ポープ・ウィリアム、遠藤航、山中亮輔、西野貴治、室屋成、岩波拓也、植田直通、大島僚太、原川力、矢島慎也、金森健志、野沢英之、中島翔哉、喜田拓也、秋野央樹、吉野恭平、荒野拓馬、鈴木武蔵、野津田岳人
- 女子：海堀あゆみ、山根恵里奈、岩清水梓、有吉佐織、北原佳奈、長船加奈、臼井理恵、羽座妃粋、宮間あや、川澄奈穂美、阪口夢穂、木龍七瀬、中島依美、猶本光、菅沢優衣香、高瀬愛実、吉良知夏、増矢理花

### テニス
- 男子：伊藤竜馬、内山靖崇、杉田祐一、西岡良仁
- 女子：穂積絵莉、江口実沙、尾崎里紗、青山修子

### ボート
- 男子：須田貴浩、大元英照、小林雅人、伊藤清剛、中村澄人、平木漠、西村光生、今井裕介、片岡勇、田立健太、佐々野大輝
- 女子：若井江利、末広あすみ

### ホッケー
- 男子：高瀬克也、粥川幸司、川上啓、小野知則、長沢克好、畠山学、坂本博紀、橘敏郎、田中健太、川上良平、山下学、藤本一平、北里謙治、中山康大、塩川直人、山部晃嗣
- 女子：吉川由華、小野真由美、真鍋敬子、大田昭子、及川栞、坂井志帆、中川未由希、西村綾加、大塚志穗、野村香奈、永井葉月、新井麻月、柴田あかね、三橋亞記、笠原佳乃、永井友理

### ボクシング
- 男子：柏崎刀翔、林田翔太、藤田健児、清水聡、川内将嗣、鈴木康弘
- 女子：釘宮智子、箕輪綾子

### バレーボール
- 男子：清水邦広、内山正平、越川優、椿山竜介、深津英臣、出耒田敬、永野健、米山裕太、伏見大和、山内晶大、柳田将洋、石川祐希
- 女子：鈴木裕子、田代佳奈美、野本梨佳、島村春世、堀川真理、鳥越未玖、高橋沙織、大竹里歩、村永奈央、伊藤望、井上愛里沙、坂本奈々香

### ビーチバレー
- 男子：上場雄也、長谷川徳海、村上斉、高橋巧
- 女子：草野歩、藤井桜子、幅口絵里香、村上めぐみ

### 体操
- 男子：斉藤優佑、山本雅賢、白井勝太郎、武田一志、長谷川智将、神本雄也
- 女子：石倉あづみ、永井美津穂、山本優理子、湯元さくら、佐藤亜希穂、本田美波

### 新体操
- 女子：早川さくら、皆川夏穂、三上真穂、河崎羽珠愛

### トランポリン
- 男子：上山容弘、伊藤正樹
- 女子：岸彩乃

### バスケットボール
- 男子：太田敦也、石崎巧、竹内公輔、竹内譲次、小野龍猛、古川孝敏、金丸晃輔、辻直人、比江島慎、田中大貴、張本天傑、富樫勇樹
- 女子：諏訪裕美、川原麻耶、森ムチャ、牛田悠理、本川紗奈生、渡邉亜弥、町田瑠唯、大沼美琴、加藤瑠倭、三好南穂、馬瓜エブリン、赤穂さくら

### レスリング
- 男子：長谷川恒平、松本隆太郎、藤村義、金久保武大、鶴巻宰、岡太一、斎川哲克、森下史崇、高塚紀行、石田智嗣、小島豪臣、嶋田大育、松本真也、荒木田進謙
- 女子：登坂絵莉、吉田沙保里、渡利璃穏、浜口京子

### セーリング
- 男子：坂本亘、和田大地、岡本康裕、今井信行、土居一斗、今村公彦、富沢慎、小泉維吹、松尾虎太郎
- 女子：土居愛実、田中美紗樹、髙野芹奈

### 重量挙げ
- 男子：糸数陽一、上地克彦、五百蔵正和、平岡勇輝、持田龍之輔、白石宏明、太田和臣、知念光亮、
- 女子：三宅宏実、八木かなえ、安藤美希子、松本潮霞、藤田真奈美、神谷歩、嶋本麻美

### ハンドボール
- 男子：久保侑生、木村昌丈、小澤広太、千々波英明、成田幸平、信太弘樹、岸川英誉、高智海吏、野村喜亮、元木博紀、渡部仁、森淳、加藤嵩士、宮﨑大輔、石川出、小室大地
- 女子：藤間かおり、飛田季実子、石立真悠子、東濱裕子、永田しおり、勝連智恵、本多恵、錦織新、横嶋かおる、原希美、白石さと、角南唯、横嶋彩、石野実加子、松村杏里、相澤莉乃

### 自転車
- 男子：中川誠一郎、渡邉一成、河端朋之、脇本雄太、窪木一茂、一丸尚伍、近谷涼、橋本英也、宮澤崇史、別府史之、山本幸平、沢田時、三瓶将廣
- 女子：加瀬加奈子、石井貴子、前田佳代乃、塚越さくら、上野みなみ、小島蓉子、中村妃智、中込由香里、飯端美樹、山野本悠里

### 卓球
- 男子：水谷隼、丹羽孝希、松平健太、岸川聖也、村松雄斗
- 女子：石川佳純、福原愛、平野早矢香、若宮三紗子、平野美宇

### ソフトテニス
- 男子：篠原秀典、小林幸司、長江光一、中本圭哉、桂拓也
- 女子：森田奈緒、山下ひかる、森原可奈、大庭彩加、小林奈央

### 馬術
- 男子：杉谷泰造、林忠寛、宇都宮誉司、平尾賢、林伸伍、佐渡一毅、田中利幸、北島隆三、楠木貴成
- 女子：中村公子、奥西真弓、佐藤泰

### フェンシング
- 男子：太田雄貴、千田健太、三宅諒、藤野大樹、見延和靖、山田優、坂本圭右、島村智博、徳南堅太、宮山亮
- 女子：西岡詩穂、柳岡はるか、宮脇花綸、下大川綾華、大橋里衣、山田あゆみ、江村美咲、高嶋理紗、向江彩伽

### 柔道
- 男子：志々目徹、高上智史、秋本啓之、長島啓太、吉田優也、熊代佑輔、王子谷剛志
- 女子：山岸絵美、中村美里、山本杏、阿部香菜、新井千鶴、梅木真美、稲森奈見

### ソフトボール
- 女子：上野由岐子、中野花菜、藤田倭、山根佐由里、佐藤みなみ、峰幸代、市口侑果、大久保美紗、坂元令奈、西山麗、山本優、河野美里、長崎望未、永吉理恵、山田恵里

### バドミントン
- 男子：田児賢一、桃田賢斗、佐々木翔、上田拓馬、早川賢一、遠藤大由、園田啓悟、嘉村健士、平田典靖、橋本博且
- 女子：高橋沙也加、山口茜、三谷美菜津、橋本由衣、高橋礼華、松友美佐紀、前田美順、垣岩令佳、松尾静香、内藤真実

### 射撃
- 男子：山下敏和、谷島緑、松本崇志、中重勝、秋山輝吉、松田知幸、堀水宏次郎、大山重隆
- 女子：岩田聖子、古野本真希、中村結花、稲田容子、小西ゆかり、佐藤絹子、中山由起枝、井上恵、服部慶子、石原奈央子

### 近代五種
- 男子：岩元勝平、三口智也、大久保譲、藤井真也
- 女子：山中詩乃、島津玲奈、伊谷温子、黒須成美

### ラグビー
- 男子：桑水流裕策、レメキ・ロマノ、羽野一志、リーチマイケル、細田佳也、彦坂匡克、橋野皓介、豊島翔平、坂井克行、ラトゥイラ・レプハ、山下楽平、渡辺昌紀
- 女子：加藤慶子、小出深冬、中村知春、竹内亜弥、兼松由香、桑井亜乃、谷口令子、山田怜、山口真理恵、鈴木陽子、横尾千里、冨田真紀子

### カヌー
- 男子：鈴木康大、松下桃太郎、藤嶋大規、水本圭治、近村健太、小松正治、阪本直也、小梶孝行、長井海斗、足立和也、吉田拓、羽根田卓也、谷口和也
- 女子：柿崎史穂、大村朱澄、松本美咲、多田羅英花、伊藤由佳、矢沢亜季

### アーチェリー
- 男子：古川高晴、菊地栄樹、大田昌平、佐藤博乙
- 女子：早川漣、林勇気、川中香緖里、加藤綾乃、本多由美子

### 空手道
- 男子：篠原浩人、荒賀龍太郎、香川幸允、新馬場一世
- 女子：小林実希、染谷香予、植草歩、清水希容

### ボウリング
- 男子：政時由尚、佐々木智之、吉田大祐、高橋俊彦、安里秀策、和田翔吾
- 女子：石嶺可奈子、松田悠、向谷美咲、手島菜月、竹川ひかる、岡本美月

### 野球
- 男子：幸松司、井口拓皓、佐竹功年、守安玲緒、今村幸志郎、関谷亮太、横田哲、加藤貴之、中野滋樹、上田祐介、国本剛志、伊東亮大、石川駿、石岡諒太、田中健、西野真弘、多幡雄一、遠藤一星、倉本寿彦、林稔幸、藤島琢哉、松本晃、福田泰平、井領雅貴

### 武術太極拳
- 男子：市来崎大祐、中田光紀、関屋賢大
- 女子：山口啓子、内田愛、小島恵梨香

### トライアスロン
- 男子：田山寛豪、細田雄一、椿浩平
- 女子：上田藍、井出樹里、佐藤優香

### ゴルフ
- 男子：小西健太、小浦和也、小木曽喬、長谷川祥平
- 女子：勝みなみ、松原由美、岡山絵里

### スカッシュ
- 男子：福井裕太、机伸之介、清水孝典
- 女子：小林海咲、松井千夏、渡辺聡美

### テコンドー
- 男子：中川貴哉、山田勇磨、浜田康弘、江畑秀範
- 女子：山田美諭、濱田真由

### カバディ
- 男子：高野一裕、新田晃千、井藤光圭、村上一暁、太田雅之、名真大気、櫛笥亮恵、下川正将、河野貴光、渡辺次郎
- 女子：高岡真由子、金子裕美、青木綾、都築亜砂子、石津有希子、越前谷美穂、太田陽子、河上由季、安藤舞、笠原絵里

### セパタクロー
- 男子：寺本進、寺島武志、林雅典、内藤利貴、高野征也、佐藤翼、小林裕和、山田昌寛、坂本竜太郎、清水敦希、石塚雅之
- 女子：川又ゆうみ、佐藤雪絵、青木沙和、渡辺由香、矢野千春、石原里美

### クリケット
- 女子：梅谷安希、大田くる美、北村温子、窪田静、栗林江麻、小林悦子、坂本千尋（英語版）、高田麻菜美、中山綾子、宮地静香、柳田舞、山口栄理、山本万里子

## 参考
- JOC第17回アジア競技大会(2014仁川)